# Jerzy Koenig
Jerzy Koenig (ur. 21 listopada 1931 w Łodzi, zm. 11 lipca 2008 w Warszawie) – polski krytyk teatralny, publicysta, rusycysta.

## Życiorys
W młodości uczył się w Gimnazjum im. Stefana Żeromskiego w Łodzi. Po zdanej maturze w 1951 rozpoczął studiował filolofię rosyjską na Uniwersytecie Łódzkim, tytuł magistra uzyskał na Uniwersytecie Warszawskim w 1955.
Jako krytyk teatralny współpracował z tygodnikiem Współczesność, Tygodnikiem Kulturalnym. W latach 1968–1972 był redaktorem naczelnym „Teatru”. Współpracował z miesięcznikiem „Dialog”.
W latach 1961–1962 był kierownikiem literackim Teatru Narodowego, a w 1972-1981 – Teatru Dramatycznego w Warszawie. W latach 1982–1996 był szefem Teatru Telewizji. W 1998 objął stanowisko kierownika literackiego Starego Teatru im. Heleny Modrzejewskiej w Krakowie, jako współpracownik dyrektora artystycznego tego teatru Jerzego Bińczyckiego – po jego nagłej śmierci, w latach 1998-2002 pełnił funkcję dyrektora artystycznego Starego Teatru.
Wykładowca Akademii Teatralnej im. Aleksandra Zelwerowicza (do 1996 – Państwowej Wyższej Szkoły Teatralnej). W 1975 został dziekanem Wydziału Wiedzy o Teatrze PWST, który zorganizował wspólnie z ówczesnym rektorem Tadeuszem Łomnickim. Pełnił tę funkcję do 1981. Wrócił na stanowisko dziekana w latach 1993-1996. Na WWoT prowadził wykłady Rosjanie, na których omawiał historię teatru i dramatu rosyjskiego, oraz zajęcia Teatr dzisiejszy.
Tłumacz z języka rosyjskiego, m.in. pism Wsiewołoda Meyerholda, sztuk Ignatija Dworieckiego (Człowiek znikąd), Aleksandra Gelmana (Protokół z pewnego zebrania, Ławeczka) i języka niemieckiego (Topdogs Ursa Widmera).
Był członkiem wielu gremiów: Rady Teatru Ministerstwa Kultury i Sztuki (1990-1992), Rady Artystycznej Związku Pracodawców Unia Polskich Teatrów (od 2006). W 1969 był członkiem Komisji Nagród Ministerstwa Kultury i Sztuki. W latach 2002–2005 wchodził w skład kapituły Nagrody Prezydenta RP za Twórczość dla Dzieci i Młodzieży „Sztuka Młodym”.

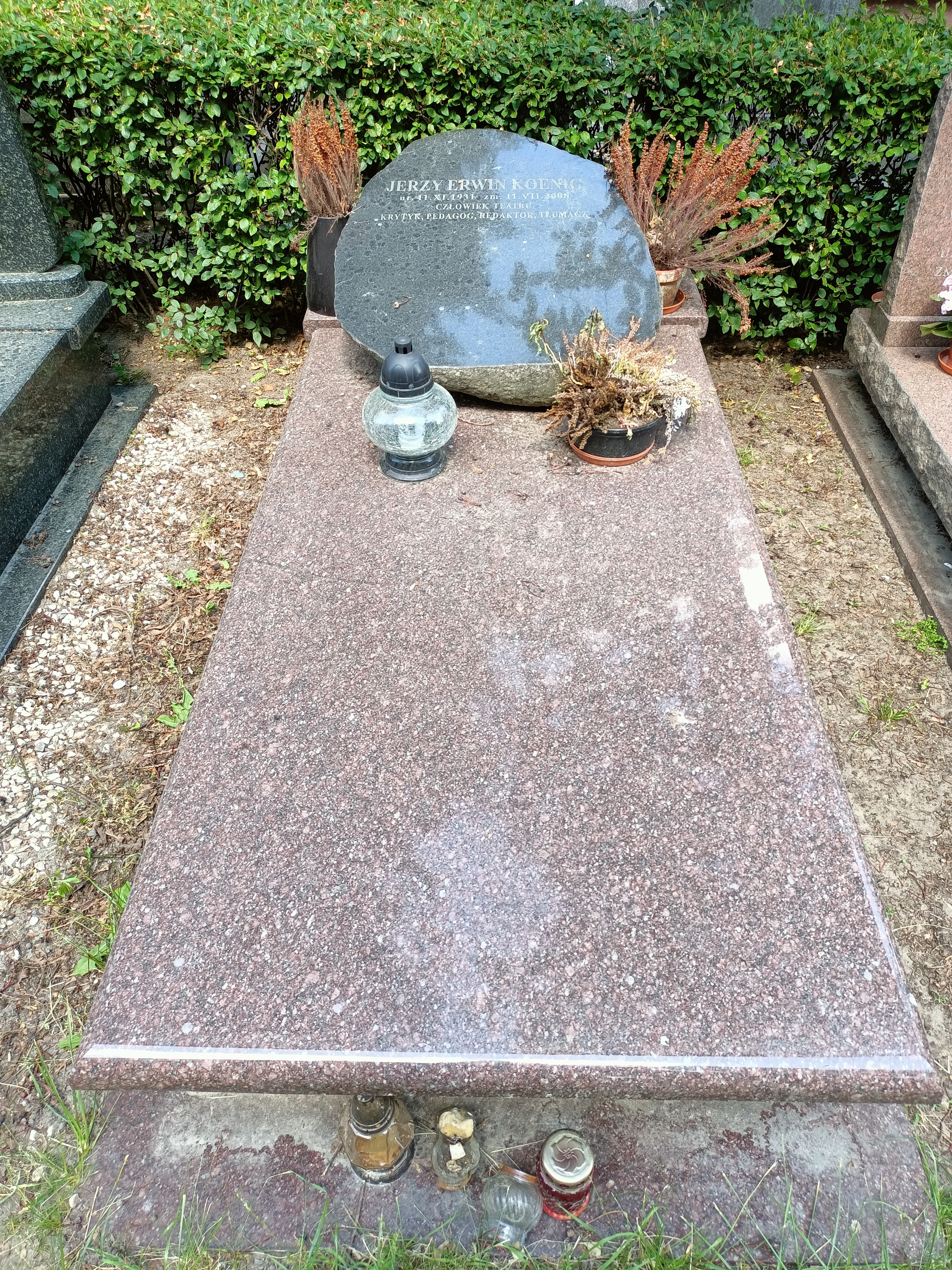
Grób Jerzego Koeniga na Cmentarzu Wojskowym na Powązkach

Jerzy Koenig zmarł 11 lipca 2008 w Warszawie i został pochowany 18 lipca na Cmentarzu Wojskowym na Powązkach w Warszawie (kwatera C29-tuje-2).
Od października 2008 roku Wydział Wiedzy o Teatrze Akademii Teatralnej w Warszawie przyznaje absolwentom Nagrodę im. Jerzego Koeniga za osiągnięcia w ciągu 3 lat od ukończenia studiów.

## Publikacje
Wydał tom tekstów Rekolekcje teatralne (KAW, 1979). Był autorem wyboru dwutomowej Antologii dramatu (PIW, 1976). W serii Teorie Współczesnego Teatru wydał pisma Wsiewołoda Meyerholda i Aleksandra Tairowa. W 2014 roku Instytut Książki we współpracy z miesięcznikiem „Teatr” wydał Kto ma mieć pomysły? Szkice i felietony teatralne z lat 1978–2008 jako pierwszy tom serii miesięcznika „Teatr” – Teatr. Krytycy.

## Nagrody i odznaczenia
Był laureatem Superwiktora (1993) i Ludwika – nagrody krakowskiego środowiska teatralnego (2001). W 2002 został Kawalerem Krzyża Oficerskiego Orderu Odrodzenia Polski.